# Ернестс Фелдманіс

Ернестс Фелдманіс (латис. Ernests Feldmanis); 27 травня 1889 — 4 листопада 1947) — російський, латвійський і радянський театральний актор, режисер і педагог.

## Біографія
Ернестс Фелдманіс народився 27 травня 1889 в Вайньодскій волості (нинішній Вайньодський край Латвії).
Закінчив Драматичні курси А. Адашева в Москві (1911). Був актором в Лієпайському театрі (з 1907), актором в різних театрах Москви і Півдня Росії (1908-1921), актором і режисером Латвійського Національного театру (1922-1933 і 1945-1947), актором, режисером і художнім керівником Латгальського театру (1933-1937), Даугавпілсського театру (1941-1942), Народного театру (1942-1944), педагогом Латвійських драматичних курсів (1922-1927 і 1937-1940), керівником і педагогом власних курсів (1927-1935), організатором театральної студії (1930).
Член Латвійського театрального товариства (з 1945), кавалер латвійського ордена Трьох зірок (1933) і французького ордена Академічних пальм (1930).
Помер в Ризі 4 листопада 1947. Похований на Цвинтарі Райніса.

## Творчість
В роки своєї роботи в російських театрах став прихильником ідей К. С. Станіславського і В. І. Немировича-Данченка.
Найбільш відомі роботи:
Латвійський національний театр
- «Витівки Скапена» — Мольєра 1922
- «Дон Жуан» — Мольєра 1929
- «Одруження Фігаро» — П'єра де Бомарше 1922
- «Підступність і кохання» — Фрідріха Шиллера 1923
- «Ліліом» — Ференца Мольнара 1923
- «Віяло леді Віндермір» — Оскара Уайльда 1924
- «Шість персонажів у пошуках автора» — Луїджі Піранделло 1925
- «Учень диявола» — Джорджа Бернарда Шоу 1927
- «Жанна д'Арк» — Андрія Упита 1930
- «Мій добрий день» — Річарда Брінслі Шеридана 1945
- «Віндзорські насмішниці» — Вільяма Шекспіра 1947

Латгальскій театр
- «Ідеальний чоловік» — Оскара Уайльда 1936

Даугавпилсский театр
- «Ревізор» — М. В. Гоголя 1940

Народний театр
- «Весела вдова» — Франца Легара 1942
- «Кажан» — Йоганна Штрауса (сина) 1943